# Трупіал садовий
Трупіал садовий (Icterus spurius)  — найдрібніший серед іктерид Нового Світу. Його популяції вважаються стабільними. Хоча відбуваються коливання чисельності у різних типах угідь і територій, проте загалом популяція у межах критеріїв малої загроженості за даними останніх сорока років Птах не такий помітний, як трупіал балтиморський, але голосний у гніздовий період. Чоловічі особини чорно-коричневе забарвлення, з чорною головою, чорно-білими зверху крилами та чорними перами хвоста (знизу і зверху), низ корпуса рудувато-коричнева. Самиця більше жовтуватого кольору, на голові темні пір'їни не створюють суцільного покриву, молоді особини взагалі майже цілком жовті, окрім крил, які мають темний (часом світло-коричневий) колір з білими поперечинами.

## Поширення
Поширення трупіала садового досить широке — влітку увесь центр і схід північноамериканського континенту до верху Великих Озер і ще далі на північний захід, у Канаді його гніздовий ареал заходить до центральних степових провінцій. Взимку мігрує до Мексики, Центральної та Південної Америки, та північно-західних районів Америки Південної за винятком Карибів. Трупіал садовий любить відкриті території з високими деревами, узлісся листяних, часом мішаних лісів, сади, парки. У тропічних районах та преріях - чагарникові зарослі та невеликі гаї.

## Поведінка
Тримається у кронах високих дерев, виловлюючи комах поміж листям та гілками, часто також у цвіті садів. Більше полюбляє узлісся, парки, в тому числі міські, в цьому плані діяльність людини допомогла трупіалу садовому, створюючи більше узлісь на півночі і сході та насаджуючи сади й парки в степових районах. Під час міграцій може збиратись у великі зграї. Живиться переважно комахами, личинками і гусінню. Споживає нектар квітів, може при цьому їсти пелюстки. У час гніздування тримається парами, самець співом оголошує свою територію, однак насправді не дуже її відстоює, так що дві пари можуть гніздувати на тому самому дереві. Помічено розташовані на одному дереві гнізда трупіала садового і тирана королівського. Гніздо — плетена торбинка або сітка, закріплена в розвилці гілки. Всередині вистелене мохом, волоссям, рослинним пухом. Відкладає одну кладку яєць на сезон, по 4—5, часом 3-7 яєць, які висиджує самиця. Молодих птахів вигодовують обоє батьків, самець нераз також підгодовує самицю під час висиджування нею яєць.